# Tim Pröse

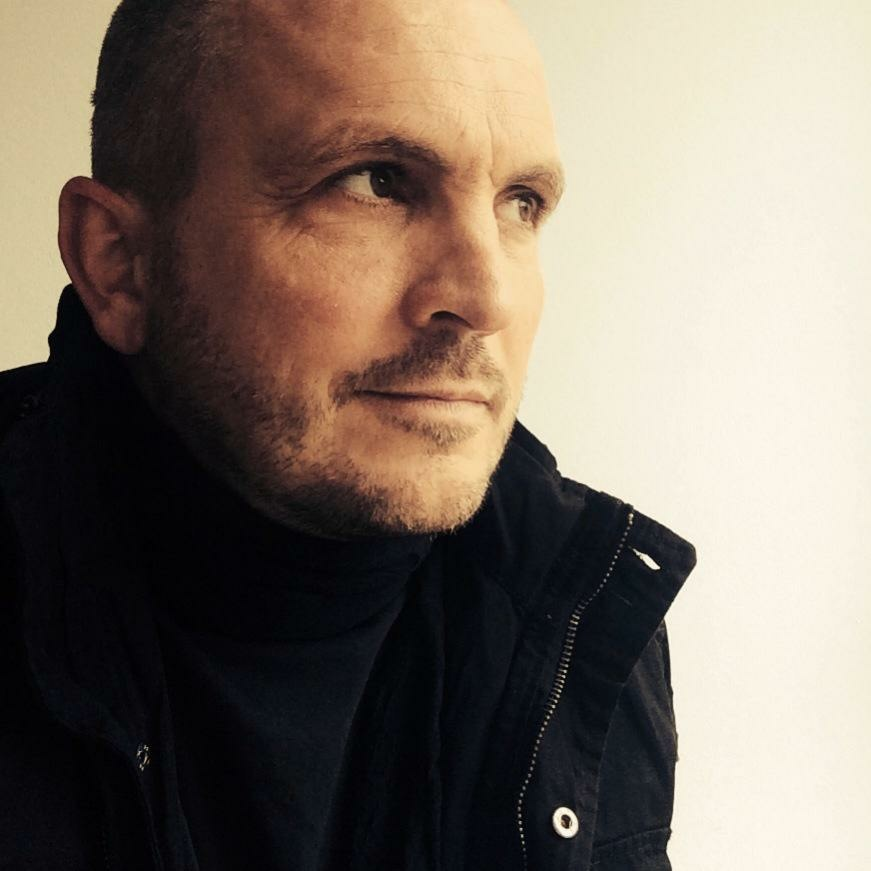
Tim Pröse (2017)

Tim Pröse (* 1970 in Essen) ist ein deutscher Journalist und Buchautor.

## Leben
Tim Pröse wuchs in Essen auf. Er studierte an der Universität Essen Kommunikationswissenschaften, Politik und Psychologie und schrieb als freier Mitarbeiter u. a. für die Westdeutsche Allgemeine Zeitung, Berliner Zeitung, Hamburger Morgenpost und Rhein-Neckar-Zeitung. 1996 volontierte er bei der Münchner Abendzeitung, bei der er Redakteur und schließlich Chefreporter wurde. 2002 wechselte er zum Focus, wo er als Redakteur der Ressorts „Reportagen“ und „Menschen“ in erster Linie Reportagen und Porträts schrieb.
Seit 2015 ist er freier Journalist (u. a. für den Spiegel) und Buchautor. Seine Bücher thematisieren meist den Widerstand gegen die NS-Diktatur und porträtieren letzte Zeitzeugen. Pröse schrieb aber auch Biographien prominenter Schauspieler.
Pröse lebt in München.

## Publikationen
- Jahrhundertzeugen. Die Botschaft der letzten Helden gegen Hitler. 18 Begegnungen. Heyne, München 2016, ISBN 978-3-453-20124-8.
- Hallervorden. Ein Komiker macht Ernst. Hoffmann und Campe, Hamburg 2017, ISBN 978-3-455-00159-4
- Samstagabendhelden. Persönliche Begegnungen mit den legendärsten Stars aus Film, Funk und Fernsehen. Heyne, München 2018, ISBN 978-3-453-20190-3.
- Mario Adorf. Zugabe! Kiepenheuer & Witsch, Köln 2019, ISBN 978-3462052794.
- Jan Fedder – Unsterblich. Heyne, München 2020, ISBN 978-3-453-21802-4.
- Hans-Erdmann Schönbeck: "... und nie kann ich vergessen". Ein Stalingrad-Überlebender erzählt von Krieg, Widerstand – und dem Wunder, 100 Jahre zu leben. Heyne, München 2022, ISBN 9783453218307.
- Der Tag, der mein Leben veränderte. Von Menschen, die aus tiefster Krise zu sich selbst fanden. 15 Begegnungen, die Mut machen. Heyne. München 2022, ISBN 978-3-453-21827-7
- Wir Kinder des 20. Juli. Die Töchter und Söhne des Widerstands gegen Hitler erzählen ihre Geschichte. Heyne. München 2024, ISBN 978-3-453-21875-8

## Auszeichnungen
- 2010 Katholischer Medienpreis der Deutschen Bischofskonferenz für die Reportage Paulas Krieg im Focus[2][3]